# Josef Hahn (Maler)
Josef Hahn (* 15. Dezember 1839 in München; † 22. Mai 1906 ebenda) war ein deutscher Landschaftsmaler.

## Leben
Hahn absolvierte das Gymnasium in Scheyern, studierte an der Akademie der Bildenden Künste München bei Julius Taeter (Zeichnung) und Adolf Stademann (Landschaftsmalerei). Später wirkte er jahrzehntelang als Lehrer an der kunstgewerblichen Fortbildungsschule.

## Künstlerisches Schaffen
Hahn schuf vorwiegend stimmungsvolle Landschaften. Seine Gemälde bieten ein Beispiel für den Einfluss der französischen Schule von Barbizon in der zweiten Hälfte des 19. Jh. auf die deutsche Malerei. Zu seinen lieblingsmotiven zählen die Landschaften Oberbayerns und die Berliner Havel-Landschaft. Hahn stellte seit 1871 im Münchner Glaspalast, auf der Berliner Akademie-Ausstellung, auf der Großen Berliner Kunst-Ausstellung sowie in Dresden aus. Sein Nachlass wurde 1906 bei Hugo Helbing in München versteigert.